# تاکاهیر کیمورا
تاکاهیر کیمورا (ژاپنی: 木村 孝洋؛ زادهٔ ۴ آوریل ۱۹۵۷) یک بازیکن فوتبال اهل ژاپن است.
تاکاهیر کیمورا در تیم‌هایی همچون باشگاه فوتبال سانفریس هیروشیما و باشگاه فوتبال گیفو مربی‌گری کرده‌است.